# Aromobates nocturnus
Espèce
Synonymes
- Aromobates aquaticus Duellman, 1993

Statut de conservation UICN

 CR A2a; B2ab(v) : 
En danger critique
Aromobates nocturnus est une espèce d'amphibiens de la famille des Aromobatidae.

## Répartition
Cette espèce est endémique de Carache dans l'État de Trujillo au Venezuela. Elle se rencontre à 2 250 m d'altitude.

## Publication originale
- Myers, Paolillo & Daly, 1991 : Discovery of a defensively malodorous and nocturnal frog in the family Dendrobatidae: phylogenetic significance of a new genus and species from the Venezuelan Andes. American Museum Novitates, no 3002, p. 1-33 (texte intégral).